# فقدان التتابع
فقدان التتابع أو الفصل هي انقطاع غير متوقع في التعبير عن الأفكار داخل الجملة يؤدي إلى شكل من الكلمات يوجد فيه تنافر منطقي للفكر. غالبًا ما تكون فقدان التتابع جمل متقطعة في منتصفها، حيث يحدث تغيير في البنية النحوية للجملة والمعنى المقصود بعد المقاطعة.

## أمثلة
ينبغي أن تذهب إلى ... اذهب إلى حيث تشاء.